# Мочалейка (Вадинский район)
Мочалейка — деревня в Вадинском районе Пензенской области России. Входит в состав Татаро-Лакинского сельсовета.

## География
Деревня находится в северо-западной части Пензенской области, в пределах восточной окраины Окско-Донской низменности, в лесостепной зоне, на правом берегу реки Лаки, на расстоянии примерно 11 километров (по прямой) к северо-западу от Вадинска, административного центра района. Абсолютная высота — 180 метров над уровнем моря.
Климат
Климат характеризуется как умеренно континентальный. Средняя температура воздуха самого холодного месяца (января) составляет −11,5 °C (абсолютный минимум — −44 °С); самого тёплого месяца (июля) — 19,5 °C (абсолютный максимум — 38 °С). Продолжительность безморозного периода составляет 133 дня. Годовое количество атмосферных осадков — 467 мм. Снежный покров держится в среднем 141 день.

## История
Возникла в начале XVIII века, как поселение однодворцев и татар-новокрещен. В 1806 году в деревне насчитывалось 134 окладных души, из которых: 38 однодворцев, 33 татарина-новокрещена, 63 — татарина. Имелась мечеть. Православные являлись прихожанами Покровской церкви села Татарская Лака.
По состоянию на 1911 год в Мочалейке, относившейся к Выборновской волости Керенского уезда, имелись: одно крестьянское общество, 117 дворов, мечеть, татарская школа, две ветряные мельницы и три лавки. Население деревни того периода составляло 890 человек. По данным 1955 года в деревне располагалась бригада колхоза имени Калинина.

## Население
| 2010 |
| ---- |
| 22   |

Половой состав
По данным Всероссийской переписи населения 2010 года в гендерной структуре населения мужчины составляли 45,5 %, женщины — соответственно 54,5 %.
Национальный состав
Согласно результатам переписи 2002 года, в национальной структуре населения русские составляли 55 % из 22 чел., татары — 45 %.

## Улицы
Уличная сеть деревни состоит из одной улицы (ул. Нагорная).